# سافت کلود
سافت کلود (به لاتین: Softqloud) شرکتی در حوزه‌ی فناوری ابری است که کار خود را از سال ۱۳۹۵ در شهر دوسلدورف آلمان آغاز کرده است و با چندین محصول و قابلیت ابری مختلف مانند شبکه توزیع محتوا (CDN)، وی‌اودی، سرور ابری، پلتفرم ویدیویی، کانتینر ابری و ذخیره سازی اشیاء (به انگلیسی Object storage) را برای مشتریان خود تامین می‌کند.

## محصولات
- شبکه توزیع محتوا (CDN)
- وی‌اودی
- سرور ابری
- پلتفرم ویدیویی
- کانتینر ابری
- ذخیره سازی اشیاء

## همکاری در محدودسازی و فیلترینگ اینترنت در ایران
جین-فلیپ بک (به آلمانی Jean Philip Bäck) خبرنگار بخش فناوری اطلاعات روزنامه تاتس در آلمان در روز ۲۸ مهر ۱۴۰۱ مقاله ای با عنوان «شرکت های خزنده ی ایرانی و ارتباط ایران با مربوش» از نام، مشخصات و آدرس شرکتی به نام "سافت کلود" مستقر در مربوش در نزدیکی دوسلدورف را می نویسد و مدعی می شود این شرکت زیرمجموعه ابر آروان می‌باشد که به راه اندازی شبکه ملی اطلاعات و قطع اینترنت در ایران کمک می کند.
یک روز پس از این وب سایت تخصصی نتس پولیتیک (به آلمانی Netzpolitik) نیز در مقاله ای به قلم مارکوس رویتر این ارتباط با شرکت ابر آروان را تایید می کند.
به گفته آن‌ها این شرکت در عمل چیزی جز یک نشانی پستی نیست، ولی در عین حال خود را به عنوان شرکتی آلمانی جا زده و کمترین اشاره‌ای به ارتباط خود با ابرآروان نکرده‌است. جین-فلیپ بک پیش از این نیز در حمایت از اعتراضات سراسری در ایران اقدام به نگارش مقاله ای در بیان وضعیت محدودیت و قطع اینترنت در ایران نمود بود. 
در پی افشای این ارتباط ابرآروان نیز با حذف نام "سافت کلود" از صفحه خود به نوعی نشان داد که ظاهراً چیزی برای پنهان‌کاری وجود دارد و از انجام تحقیق در خصوص نقش خود در همکاری با حکومت ایران در قطع شدن اینترنت هراس دارد. وب سایت رسمی شرکت سافت کلود نیز اقدام به انتشار بیانیه ای در رد گزارش وب سایت نتس پولیتیک بر علیه شرکت نمود.
رد پای شرکتی به ظاهر آلمانی دیگری به نام "راین‌موند (Rheinmond)" نیز در ماجرای "سافت کلود"، یعنی شرکت پوششی ابرآروان در آلمان دیده می‌شود که پیش از این نیز کاربرانی در شبکه‌های اجتماعی به آن اشاره کرده بودند. نکته اینکه رییس هیيت مدیره راین موند نیز شخصی به نام فاطمه روشن نفس معرفی شده است. پیش تر نیز متخصصان فناوری، از جمله امیرعماد میرمیرانی (جادی)، حسین رونقی و بسیاری دیگر از نقش ابرآروان در قطع دسترسی به اینترنت پرده برداشته بودند. ابرآروان تنها یکی از شرکت‌های طرف قرارداد حکومت فعلی ایران است که به دستیابی این حکومت به شبکه ملی اطلاعات و آماده‌سازی زیرساخت‌های شبکه برای قطع اینترنت جهانی کمک می‌کند. به بیان ساده، ابرآروان با کمک به پروژه "ابر ایران" شرایطی را فراهم کرده که حکومت ایران هر زمان که نیاز داشته باشد بتواند با هزینه و دردسر کمتری اینترنت را قطع کند.

## واکنش ها در آلمان

### واکنش وزیر امور خارجه آلمان
آنالنا بربوک، وزیر خارجه آلمان در روز شنبه 30 مهر ۱۴۰۱ اعلام کرد که سازمان امنیت و وزارت اقتصاد این کشور در حال بررسی همکاری یک شرکت آلمانی با جمهوری اسلامی برای محدود کردن اینترنت در ایران هستند.
بربوک که شامگاه پنج‌شنبه در یک برنامه تلویزیونی صحبت می‌کرد، نام این شرکت را سافت کلود اعلام کرد و گفت که بررسی‌ها به چند روز زمان نیاز دارد.
وزیر خارجه آلمان همکاری یک شرکت آلمانی با رژیم جمهوری اسلامی برای قطع‌کردن اینترنت و محدودسازی دسترسی شهروندان به جریان آزاد اطلاعات در ایران را «تکان‌دهنده» خواند و تصریح کرد که در صورت مسجل‌شدن این همکاری، عواقب کیفری در انتظار مدیران این شرکت خواهد بود.

### واکنش رسانه های آلمان
پس از گزارش روزنامه تاتس و وب سایت نتس پولیتیک رسانه های دیداری و نوشتاری آلمان واکنش گسترده ای به این موضوع نشان دادند.
در یکی از بارزترین این تلاش ها کارولین کبکوس (به آلمانی Carolin Kebekus) شومن شبکه ی یک آلمان نتیجه ی تحقیقات خود را با بیانی طنز در یک شوی تلویزیونی در مورد شرکت سافت کلود اعلام می کند.
مجله ی معروف بیلد (به آلمانی Bild) نیز در مقاله ای ضمن قرار دادن تصویر خانه ای که این شرکت بعنوان محل شرکت به ثبت رسانده است به تحلیل این موضوع پرداخته است.